# Vrhunci stoletja
Vrhunci stoletja so Delova zbirka petdesetih knjig, ki so izhajale v letu 2004. Knjige so izhajale vsako sredo (začenši s 17. marcem 2004) ob časniku Delo za 990,00 SIT (4,13 €).
Obsega knjige:
- 1. Umberto Eco - Ime rože
- 2. Ernest Hemingway - Zbogom, orožje
- 3. Hermann Hesse - Siddharta
- 4. Vitomil Zupan - Igra s hudičevim repom
- 5. Hanif Kureishi - Buda iz predmestja
- 6. Heinrich Böll - Klovnovi pogledi
- 7. Henry Miller - Rakov povratnik
- 8. Ivo Andrić - Most na Drini
- 9. Luigi Pirandello - Rajnki Matija Paskal
- 10. Drago Jančar – Galjot
- 11. Franz Kafka - Proces
- 12. John Steinbeck - Vzhodno od raja
- 13. Marguerite Duras - Ljubimec
- 14. Brina Švigelj-Mérat - Smrt slovenske primadone
- 15. Joseph Conrad - Srce teme
- 16. George Orwell - Živalska farma
- 17. Marcel Proust - V Swannovem svetu
- 18. William Golding - Gospodar muh
- 19. Alberto Moravia - Neprizadeti
- 20. Marjan Rožanc - Roman o knjigah
- 21. E. M.Forster - Soba z razgledom
- 22. Dino Buzzati - Tatarska puščava
- 23. Borislav Pekić - Steklina
- 24. Thomas Mann - Smrt v Benetkah
- 25. José Saramago - Esej o slepoti
- 26. Charles Bukowski - Ženske
- 27. Robert Musil - Zablode gojenca Törlessa
- 28. Virginia Woolf - K svetilniku
- 29. Cesare Pavese - Lepo poletje
- 30. Saul Bellow - Herzog
- 31. John Fowles - Ženska francoskega poročnika
- 32. Joseph Heller - Kavelj 22
- 33. Ralph Ellison - Nevidni človek
- 34. Toni Morrison - Ljubljena
- 35. Hrabal Bohumil - Stregel sem angleškemu kralju
- 36. Mihail A. Bulgakov - Mojster in Margareta
- 37. Irwin Shaw - Mladi levi
- 38. Ray Bradbury - Fahrenheit 451
- 39. Fulvio Tomizza - Boljše življenje
- 40. Albert Camus - Tujec
- 41. Salman Rushdie - Otroci polnoči
- 42. Kurt Vonnegut - Klavnica pet
- 43. Meša Selimović - Derviš in smrt
- 44. Karen Blixen - Spomin na Afriko
- 45. Jack Kerouac - Na cesti
- 46. Gűnter Grass - Pločevinasti boben
- 47. Erich Maria Remarque - Na zahodu nič novega
- 48. André Gide - Ponarejevalci denarja
- 49. Doris Lessing - Zlata beležnica
- 50. Anthony Burgess - Peklenska pomaranča